# Bukovščica
Bukovščica – wieś w Słowenii, w gminie Škofja Loka. W 2018 roku liczyła 140 mieszkańców.